# コミックムウ
『コミックムウ』（コミックMW）は、かつてNHK出版から刊行された漫画雑誌。
NHK出版が初めて手がけた漫画本であったが、発行されたのは1994年4月の流通見本としての創刊準備号2000部のみで正式刊行されることは無かった。

## 創刊準備号に掲載された作品
- 「それがどないしたちゅうねん」（水島新司）
- 「天下統虫物語」（島本和彦）
- 「3丁目のるみ子」（いがらしゆみこ）
- 「平成おらが村・The米」（矢口高雄）
- 「瓢箪」（小島剛夕）
- 「健食仙人ゴマオジ白書」（井上大助×永山久夫）
- 世界のマンガ「鷹」（白成民）
- 対談「マンガに世代差なんて…」（石ノ森章太郎×弘兼憲史）
- 「表紙とその時代」（真崎守）

他、数作が掲載された。